# El Arca, Campeche
El Arca är en ort i Mexiko.   Den ligger i kommunen Carmen och delstaten Campeche, i den östra delen av landet, 900 km öster om huvudstaden Mexico City. El Arca ligger 7 meter över havet och antalet invånare är 302.
Terrängen runt El Arca är platt. Runt El Arca är det glesbefolkat, med 11 invånare per kvadratkilometer. Det finns inga andra samhällen i närheten. I omgivningarna runt El Arca växer i huvudsak lövfällande lövskog.